# Gianni Basile
Gianni Basile (Olivetta San Michele, 3 maggio 1931) è un ex calciatore italiano, di ruolo attaccante.

## Carriera
Ha esordito in prima squadra con il Grosseto nella stagione 1948-1949, in Serie C.
L'anno seguente è stato in rosa con la Fiorentina, senza però essere mai utilizzato in partite del campionato di Serie A.
È quindi passato in prestito al Pisa, dove ha messo a segno 7 gol in 23 presenze nel campionato di Serie B.
A fine stagione è tornato alla Fiorentina, con cui nella stagione 1951-1952 ha giocato 3 partite in Serie A.
È poi stato ceduto a titolo definitivo al Piombino, con cui in due campionati consecutivi di Serie B ha messo a segno complessivamente 6 gol in 45 partite. Nella successiva stagione con i neroazzurri ha segnato un gol in 7 presenze nel campionato di Serie C.
Nel 1956 è tornato alla Fiorentina, lasciando i viola l'anno successivo.
In carriera ha giocato complessivamente 3 partite in Serie A e 63 partite in Serie B, nelle quali ha segnato 13 gol.

## Palmarès

### Club

#### Competizioni internazionali
- Coppa Grasshoppers: 1

Fiorentina: 1957